# Dijon–Vallorbe-vasútvonal
A Dijon–Vallorbe-vasútvonal egy 145 km hosszúságú, részben kétvágányú, 1435 mm-es nyomtávolságú, villamosított vasútvonal Franciaországban Dijon és a svájci határállomás, Vallorbe között. Ez a vasútvonal összeköttetést biztosít a Párizs–Marseille-vasútvonal és a Simplon-vasútvonal között.

## Története
A vasútvonalat Párizs és Frasne között 1855-ben nyitották meg. 1862-ben megépült a Pontarlier és Frasne közötti szakaszt, hogy a határokon átnyúló Frasne-Les Verrières-vasútvonallal kapcsolatba kerüljön.
Végül 1875-ben megnyílt a Pontarlier-Vallorbe közötti vasúti szakasz is a Col de Jougne alagúttal, hogy csatlakozzon a Simplon-vonalhoz, amelyet 1855 és 1870 között nyitottak meg. A Párizsból Lausanne felé tartó vonatoknak irányt kellett váltaniuk Vallorbe állomáson a továbbhaladáshoz. A Simplon-alagút 1906-os megnyitása után az útvonalat napi 40 vonat használta a határokon átnyúló forgalomhoz Párizsból Lausanne-ba és tovább Milánóba.
1915-ben a Tunnel du Mont d'Or-val egy második PLM vonalat építettek Frasne és Vallorbe között, amely alacsonyabb lejtésű volt, és emiatt megszűnhetett az irányváltás Vallorbe-ban. Ez az új vonal átvette a távolsági forgalmat, míg a Pontarlier-n keresztüli régi vonalat továbbra is a helyi forgalomhoz használták. A második világháborúban bekövetkezett súlyos károk (beleértve a Jougne-alagút felrobbantását) után a vonalat fokozatosan leállították 1969-ig. Pontarlier és Les Hôpitaux-Neufs-Jougne között 1993 óta múzeumi vasút működik Coni’Fer néven.
A 145 kilométerből körülbelül 50 km kétvágányú, a többi egyvágányú.
A teljes vonalat 1956 és 1958 között villamosították kétféle áramrendszerrel, 1500 voltos egyenárammal Dijon és Dole között, 25 kV 50 Hz váltóárammal Dole és Vallorbe között.

## Forgalom
1984 óta a vasútvonalat főként a TGV Lyria járatai használják Párizsból Lausanne és Bern felé tartó összeköttetésekkel Dijonban, Frasne-ban, Pontarlier-ben (csak Bern-ből/Bern-be) és Vallorbe-ig (csak Lausanne-ból és vissza). Vannak TER regionális járatok is, amelyeket az SNCF üzemeltet. 2011 decembere óta az LGV Rhin-Rhône forgalma is haladt a vasútvonal első néhány kilométerén. A Frankfurtból Marseille-be tartó TGV szintén itt közlekedik 2012 márciusa óta.